# 小行星5947
小行星5947（5947 Bonnie）是一颗绕太阳运转的小行星，为主小行星带小行星。该小行星于1985年3月21日发现。

## 轨道参数
小行星5947的轨道半长轴为2.6607838 UA，离心率为0.147。